# Biota ediacarana

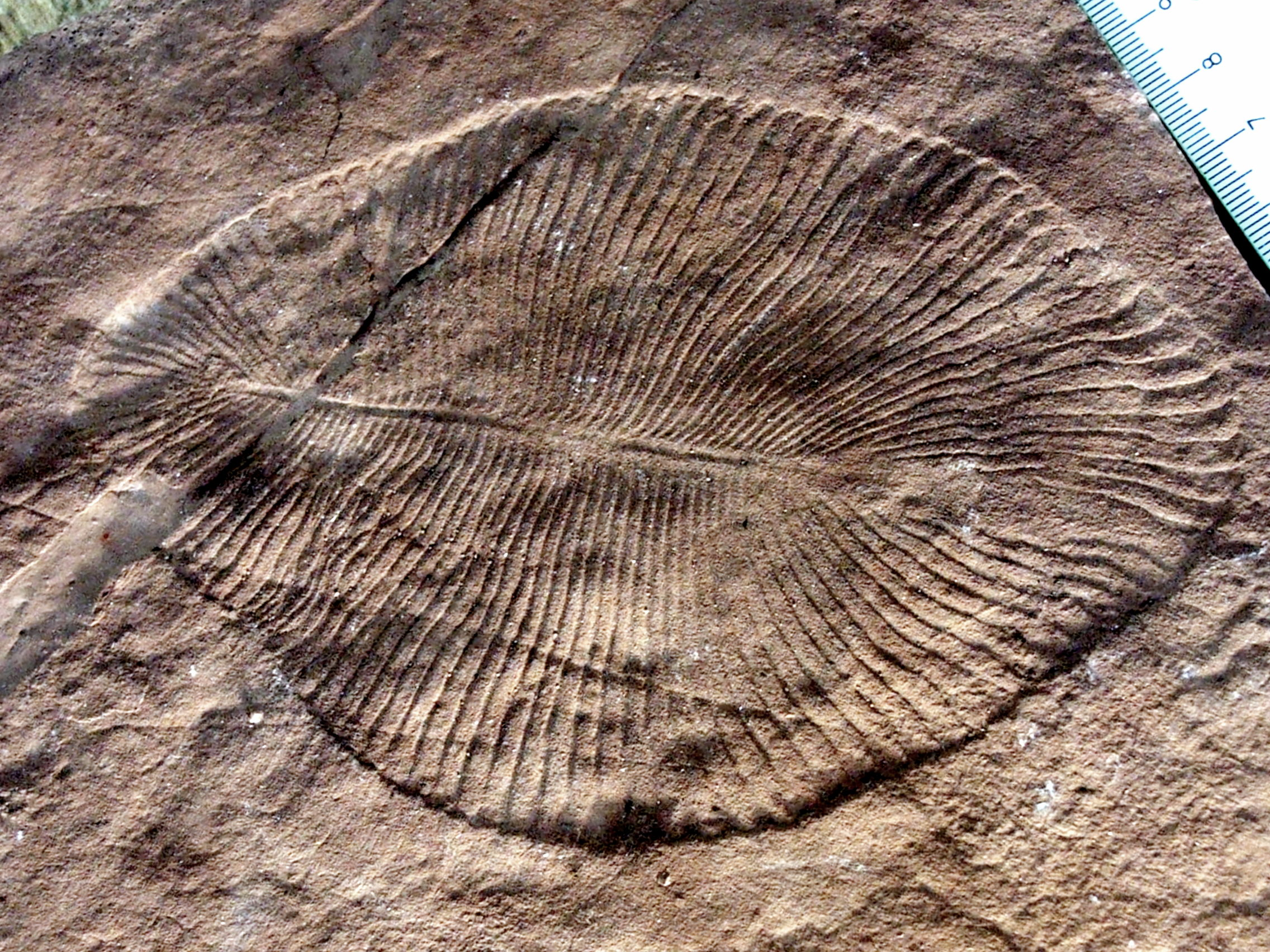
Dickinsonia costata, um organismo icónico Ediacarano, mostrando uma aparência acolchoada típica dos seres deste período

Entende-se por Biota Ediacarana (anteriormente Vendiana), um enigmático conjunto de seres de aspecto tubular e sésseis em forma de fronde (estacionários) que viveram durante o Período Ediacarano (ca.635-542 Ma). Como até recentemente o nome do Período Ediacarano era Vendiano, também se usa a denominação Biota Vendiana. Além disso, boa parte dos seres em questão assemelham-se a animais primitivos, sendo comuns os termos Fauna Ediacarana e Fauna Vendiana. No entanto, como a classificação destes seres é incerta, biota é um termo mais apropriado do que fauna para designar o seu conjunto. Já o conceito de "Biota Ediacarana" é um pouco artificial, pois não pode ser geograficamente, estratigraficamente, tafonicamente nem biologicamente definido.
Vestígios fósseis destes seres têm sido encontrados em todo o mundo, pensando-se que representavam os mais antigos organismos multicelulares complexos conhecidos. Apesar de seres multicelulares simples, tais como algas vermelhas já se terem desenvolvido há pelo menos 1200 Ma, recentemente foram descobertos macrofósseis de seres multicelulares com cerca de 2100 Ma, Os antepassados da Biota Ediacarana têm a sua origem enquanto a Terra se debatia com as extensas glaciações do período Criogeniano, tendo surgido pela primeira vez há cerca de 580 Ma e florescido até ao seu desaparecimento quase completo durante o rápido aumento de biodiversidade conhecido como explosão cambriana, há 542 Ma atrás. Apesar de alguns fósseis raros que parecem representar sobreviventes destes seres terem sido datados tão recentemente como o Câmbrico Médio (510-500 Ma), as comunidades fósseis primitivas desaparecem do registo no final do Ediacarano, deixando para trás apenas esporádicos fragmentos de outrora ricos ecossistemas. A maioria dos planos corporais actualmente existentes nos animais aparecem pela primeira vez nos registos fósseis do Câmbrico, tendo a Biota Cambriana substituído completamente os organismos que dominavam o registo fóssil ediacarano. Várias hipóteses tentam explicar o seu desaparecimento, incluindo amostragem polarizada, um ambiente em mudança, o advento de predadores e competição com outras formas de vida mais adaptadas.
A determinação do lugar destes organismos na árvore filogenética tem-se demonstrado impossível. A morfologia e hábito de alguns taxa (e.g. Funisia dorothea) sugere relações com os actuais Porifera e Cnidaria, Kimberella parece mostrar similaridades com os moluscos, e outros organismos são suspeitos de demonstrar simetria bilateral, apesar disto ser controverso. A maioria dos fósseis macroscópicos são morfologicamente diferentes de formas de vida mais recentes: assemelham-se a discos, tubos, sacos cheios de lama ou mantos acolchoados. Devido à dificuldade na dedução de relações evolucionárias entre estes organismos, alguns paleontologistas sugerem que estes representam linhagens completamente extintas que não se assemelham a nenhum ser vivo actual. Um paleontologista sugeriu uma categoria taxonómica separada para estes seres ao nível hierárquico do reino, denominada Vendozoa, entretanto renomeada Vendobionta. Se de facto estes organismos enigmáticos não deixaram descendência, as suas estranhas formas podem ser vistas como uma experiência falhada da vida multicelular, com uma re-evolução posterior e independente do multicelularismo a partir de organismos unicelulares não relacionados. No entanto, um estudo de 2018 confirmou que um dos fósseis mais proeminentes e icónicos do período, Dickinsonia, incluía traços de colesterol, o que limita as suas afinidades com as dos animais.

## História
Os primeiros fósseis ediacaranos descobertos foram os de um ser em forma de disco, Aspidella terranovica, em 1868. O seu descobridor, A. Murray, um prospector geológico, utilizou-os como marcadores na correlação da idade de rochas na Terra Nova. No entanto, uma vez que se dispunham abaixo da camada sedimentar conhecida como Estrato Primordial, o estrato câmbrico que se julgava na altura conter os primeiros vestígios de vida, só quatro anos após a sua descoberta alguém se atreveu a propôr que estes vestígios podiam corresponder a fósseis. A proposta de Elkanah Billings foi rejeitada pelos seus pares, devido às suas formas simples, tendo sido consideradas estruturas formadas devido ao escape de gases, concreções inorgânicas e, até mesmo, truques colocados por um Deus maldoso a querer semear a descrença. Na altura, não eram conhecidas mais estruturas semelhantes noutros pontos do globo, e o enviesado debate depressa resvalou para a obscuridade Em 1933, Georg Gürich descobriu espécies na Namíbia, mas os atribuiu ao Período Cambriano. No entanto, a crença firme de que a vida tinha tido origem no Câmbrico levou a que tivessem sido atribuídos a este período. Em 1946, Reg Sprigg noticia a existência de fósseis de medusas nos Montes Ediacara na cordilheira australiana dos Montes Flinders, tendo, no entanto, à época considerou-se serem do início do Câmbrico.
Foi apenas após a descoberta britânica da icónica Charnia, em 1957, que se considerou seriamente a possibilidade do Pré-Câmbrico conter vida. Este fóssil em forma de fronde foi descoberto na Floresta de Charnwood, Inglaterra, e devido à detalhada carta geológica da British Geological Survey, não existiam dúvidas de que estes fósseis se encontravam em rochas pré-cambrianas. O paleontólogo Martin Glaessner fez, finalmente, a ligação entre este e achados anteriores, que combinando com uma melhor datação de espécimes existentes e um novo fulgor na procura, levou a que novos aspectos fossem reconhecidos.
No entanto, todos os espécimes descobertos até 1967 estavam preservados em arenito de grão grosso, que impedia a preservação dos detalhes mais delicados, tornando a sua interpretação difícil. A descoberta, por S.B. Misra, de camadas de cinza vulcânica fossilífera em Mistaken Point, Terra Nova, mudou tudo isto, uma vez que os detalhes mais ínfimos tinham sido preservados na cinza fina, permitindo a descrição de pormenores até então invisíveis.
A fraca comunicação, combinada com a dificuldade em correlacionar formações geológicas globais distintas, levou a uma miríade de diferentes denominações da Biota. Em 1960, o nome francês Ediacarien - a partir dos Montes Ediacara na Austrália Meridional, cujo nome provém do aborígene Idiyakra, ("a água está presente") - foi adicionado aos termos concorrentes Siniana e Vendiana, para as rochas do final do Pré-Câmbrico, nomes também aplicados às formas de vida dessa altura. Ediacarana e Ediacariana foram, subsequentemente, aplicadas à época ou período de tempo geológico e rochas correspondentes. Em Março de 2004, a União Internacional de Ciências Geológicas acabou com as inconsistências, nomeando formalmente o período terminal do Neoproterozóico com o nome da localidade australiana.

## Preservação

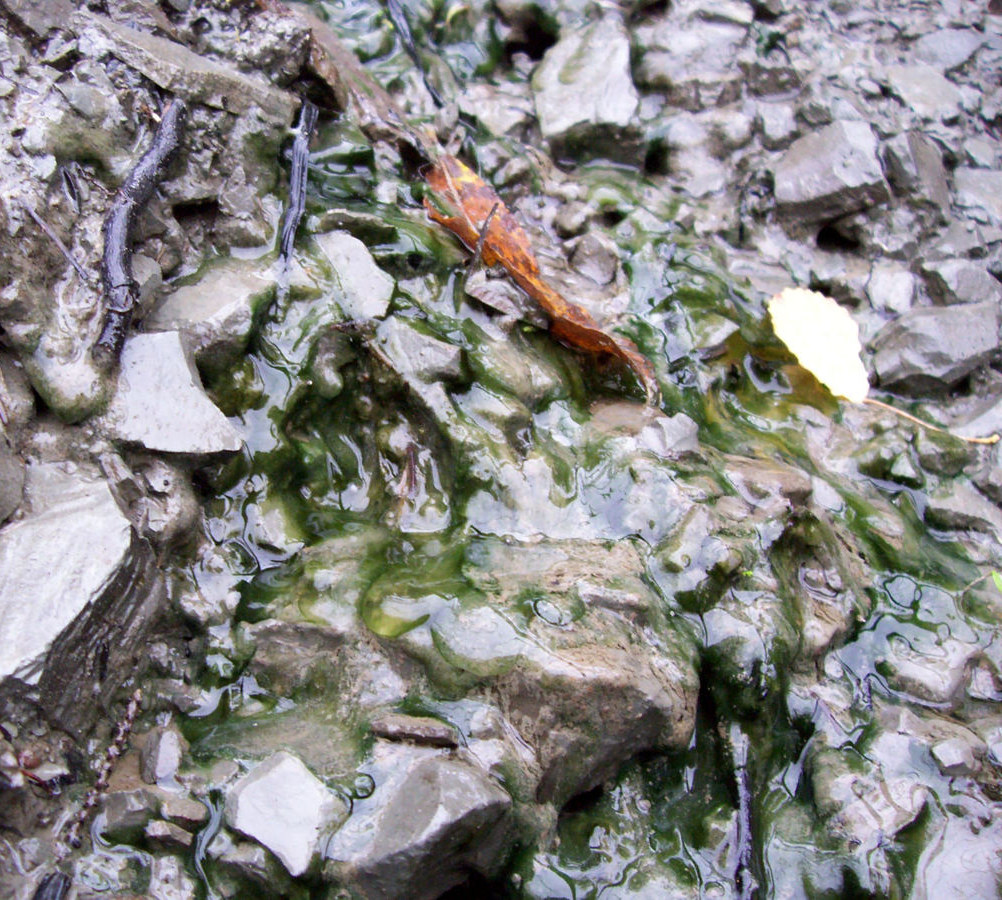
Tapete de cianobactérias modernas sobre rochas Ediacaranas na área do Mar Branco, Rússia

Praticamente todo o registo fóssil consiste na robusta fracção esquelética de corpos decompostos, pelo que, o facto de seres de corpo mole e sem esqueleto como a Biota Edacariana ter deixado vestígios abundantes, é surpreendente. A ausência de criaturas escavadoras e decompositoras vivendo nos sedimentos foi, sem dúvida, de grande importância; após a evolução deste tipo de organismos no Câmbrico, impressões de seres de corpo mole passaram a ser normalmente perturbadas antes de poderem fossilizar.

### Tapetes microbianos
Os tapetes microbianos são porções de sedimentos estabilizadas pela presença de colónias de microorganismos, que segregam fluidos pegajosos ou ligam as partículas sedimentares de outra forma. Parecem movimentar-se em direcção à superfície quando cobertas por uma fina camada de sedimento, no entanto esta é uma ilusão criada pelo crescimento da colónia; os indivíduos, em si, não possuem capacidade de locomoção. Se for depositada uma camada demasiado espessa de sedimento, antes do tapete poder crescer e se reproduzir através dela, partes da colónia morreram, deixando para trás fósseis com uma textura tipicamente enrugada e tubercular (tipo pele de elefante).

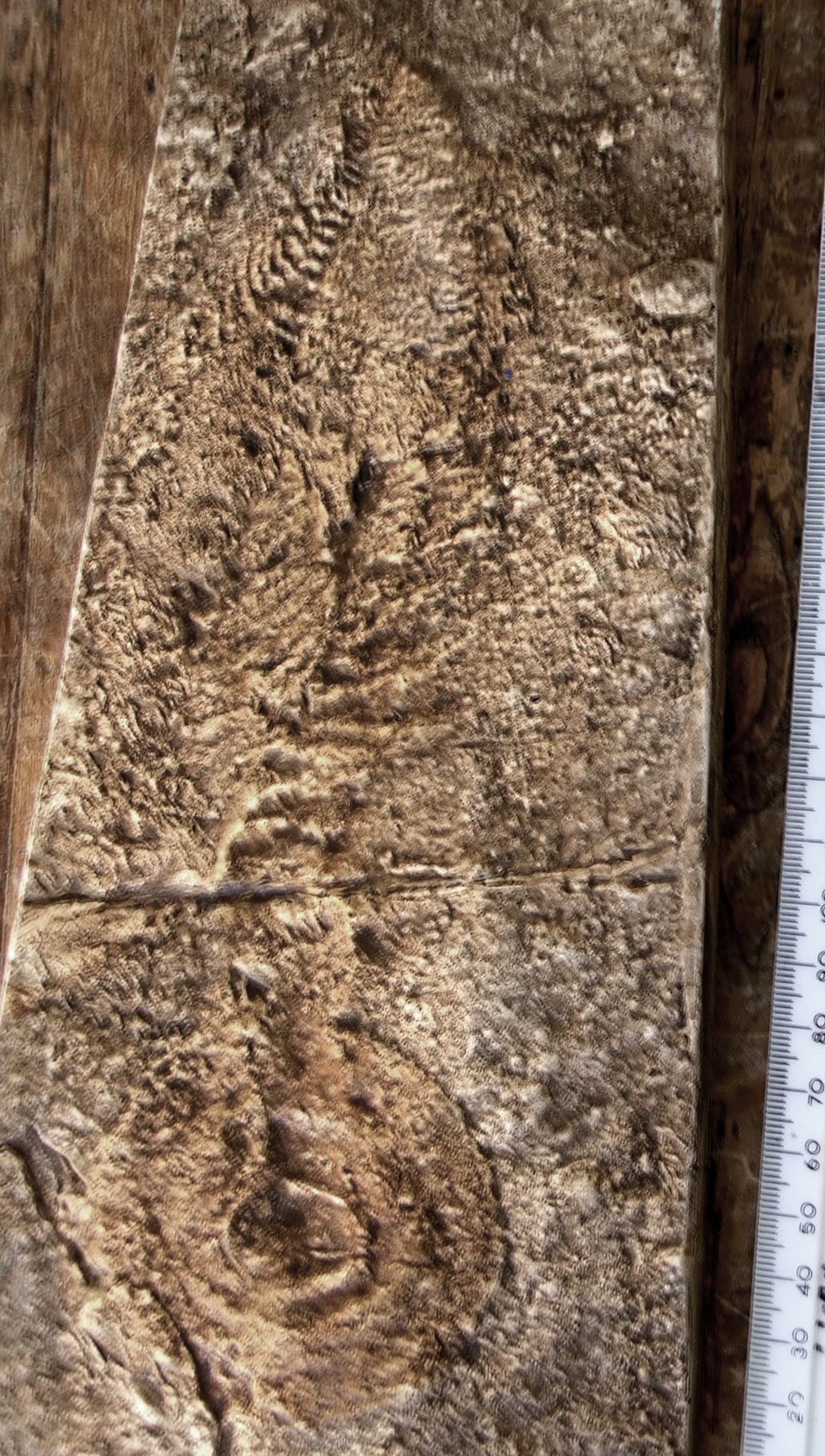
O fóssil Charniodiscus mal se distingue da textura "pele de elefante" presente neste gesso

Alguns estratos ediacarianos com a textura típica dos tapetes microbianos contêm fósseis e os fósseis ediacarianos quase nunca são descobertos em leitos que não contenham estes tapetes. Apesar dos tapetes terem sido muito abundantes na época, o desenvolvimento de organismos herbívoros no Câmbrico reduziu fortemente o seu número e abundância, sendo que estas comunidades estão actualmente limitadas a refúgios inóspitos, onde os predadores não sobrevivem tempo suficiente para as consumir.

### Fossilização
A preservação destes fósseis é um dos enigmas científicos mais fascinantes da ciência. Pelo facto de serem organismos de corpo mole, sem estruturas esqueléticas, normalmente não fossilizariam. Ao contrário de outras formas de vida de corpo mole mais recentes (como as do folhelho Burgess ou o calcário de Solnhofen) os organismos ediacaranos não estavam localizados em ambientes restritos sujeito a condições locais pouco normais; eram pois um fenómeno global. Portanto, os processos que intervieram na fossilização terão sido sistemáticos e ocorrido em todo o mundo. Além disso, outro factor muito diferente do ocorrido com outras Biota deverá ter permitido a conservação destas criaturas delicadas. Pensa-se que os fósseis foram preservados devido à sua rápida cobertura com cinza ou areia, aprisionando os organismos contra a lama ou tapetes microbianos em que viviam. Os leitos de cinza proporcionam mais detalhes fósseis e podem ser mais fácil e rapidamente datados com uma margem de erro de um milhão de anos, ou melhor, através de datação radiométrica.
No entanto, é mais comum encontrar fósseis ediacaranos sob estratos arenosos depositados por tempestades ou outros eventos naturais de extremamente fortes, como correntes oceânicas de turbidez profunda que arrastavam as camadas superficiais do fundo marinho, dando origem a turbiditos. Os organismos de corpo mole quase nunca fossilizam durante estes eventos, mas a presença nessa altura de tapetes microbianos a uma escala global, auxiliou, provavelmente, na sua preservação através da estabilização das impressões dos organismos no sedimentos em que se encontravam depositados.

### O que é preservado
A taxa de cimentação do substrato superior em relação à taxa de decomposição do organismo determina qual a superfície deste que é conservada, se a superior, se a inferior. A maioria dos fósseis em forma de disco decompuseram-se antes do sedimento ter cimentado, tendo a cinza ou a areia preenchido o vazio, deixando um molde da parte inferior do ser. Pelo contrário, fósseis acolchoados tenderam a se decompor após a cimentação do sedimento superior; desta forma as suas partes superiores são preservadas. A sua natureza mais resistente está patente no facto de em raras ocasiões, fósseis acolchoados serem encontrados em leitos de tempestade, em que a sedimentação de elevada energia não os destruiu da mesma forma que teria feito aos menos resistentes discos. Além disso, em alguns casos, a precipitação bacteriana de minerais formou uma máscara mortuária, criando um molde do organismo.

## Morfologia
A Biota Ediacarana exibia um vasto leque de características morfológicas. O seu tamanho variava entre alguns milímetros a alguns metros; apresentavam uma complexidade desde uma bolha a detalhadamente intricada; rigidez de resistente e forte a mole como gelatina. Quase todas as formas de simetria estavam presentes. Estes organismos diferiam de fósseis anteriores por apresentarem uma construção multicelular organizada e diferenciada, com tamanhos superiores ao centímetro.
Estas formas morfológicas podem ser agrupadas em:
"Embriões"As descobertas recentes de formas de vida multicelular pré-cambriana têm sido dominadas pela descrição de "embriões", provenientes particularmente da Formação Doushantuo na China. Algumas destas descobertas geraram um frenesim intenso na mídia, apesar de algumas reticências de especialistas que afirmam que trata-se apenas de estruturas inorgânicas formadas pela precipitação de minerais no interior de um buraco. Outros "embriões" podem ser interpretados como restos de bactérias sulfato-redutoras gigantes, semelhantes ao género Thiomargarita, visão que é altamente contestada, apesar de vir a ganhar gradualmente mais adeptos.
Microfósseis datando de há 632.5 Ma (apenas 3 Ma após o fim das glaciações do Criogeniano) podem representar "estágios de latência" no ciclo de vida dos mais antigos animais conhecidos.
Uma proposta alternativa é a de que estas estruturas representam as formas adultas dos animais deste período.
DiscosFósseis circulares, tais como Ediacaria, Cyclomedusa e Rugoconites levaram à identificação inicial dos fósseis ediacaranos como cnidários, grupo que inclui as medusas e corais. Investigações mais aprofundadas forneceram interpretações alternativas para os fósseis totalmente em forma de disco: nenhum é actualmente reconhecido com toda a certeza como medusas. Explicações alternativas incluem rizóides de algas, protistas e anémonas; os padrões observados quando dois destes fósseis se tocam, levaram a que vários destes "indivíduos" tenham sido identificados como colónias microbianas, enquanto outros podem representar marcas de fixação, onde organismos talosos fixavam o seu rizóide. Caracteres de diagnóstico úteis são muitas vezes inexistentes, uma vez que apenas a parte inferior do organismo é preservada durante a fossilização.[carece de fontes?]
SacosFósseis tais como o Pteridinium, preservado dentro de camadas de sedimento lembram "sacos cheios de lama". A comunidade científica ainda está longe de alcançar um consenso acerca da sua interpretação
Organismos acolchoadosOs organismos considerados na definição revista dos Vendobionta de Seilacher partilham uma aparência acolchoada e lembram uma colcha fofa. Por vezes, estas colchas foram torcidas ou rasgadas antes da preservação. Estes organismos danificados fornecem pistas valiosas no seu processo de reconstrução. Por exemplo, as três (ou mais) frondes petaloides da Swartpuntia germsi puderam apenas ser reconhecidas através de um espécime danificado após a sua morte. Normalmente várias das suas frondes seriam escondidas à medida que o sepultamento por sedimentos esmagaria o organismo, tornando-o achatado.
Estes organismos parecem formar dois grupos distintos, os rangeomorfos fractais e os mais simples erniettomorfos. Entre este tipo de fósseis contam-se a icónica Charnia e Swartpuntia, sendo este o grupo mais icónico da Biota Ediacarana e, ao mesmo tempo, o mais difícil de relacionar com a actual árvore da vida. Não possuindo qualquer boca, órgãos internos e reprodutivos ou, até mesmo, nenhuma evidência de uma anatomia interna, o seu modo de vida era peculiar de acordo com os padrões modernos. A hipótese mais aceite sustenta que estes organismos absorviam os nutrientes da água do mar circundante por osmose.
Ediacaranos não-ediacaranosAlguns organismos ediacaranos possuem um maior número de detalhes complexos conservados, o que permitiu interpretá-los como as primeiras formas dos filos modernos, excluindo-os de algumas definições de Biota Ediacarana.
O fóssil mais antigo deste tipo é o reputado bilatério Vernanimalcula, considerado por alguns no entanto, apenas como o conteúdo de um ovo ou um acritarca. Exemplos mais recentes, aceites quase universalmente como bilatérios, incluem os organismos semelhantes a moluscos Kimberella, Spriggina (na imagem), e Parvancorina, em forma de escudo, cujas afinidades estão actualmente a ser debatidas.
Um conjunto de fósseis conhecidos como Fauna Tomotiana possui representantes do Ediacarano, tais como a famosa Cloudina, um fóssil em forma de tubo de conchas que mostra, por vezes, evidência de comportamento predatório, sugerindo que apesar da predação não ter sido comum no Período Ediacarano, estava, pelo menos, presente.
Representantes dos taxa modernos existiam no Ediacarano, alguns dos quais são reconhecíveis hoje. Esponjas, algas verdes e vermelhas, protistas e bactérias são todas facilmente identificáveis, com alguns grupos a preceder a Biota Ediacarana em milhares de milhões (português europeu) ou bilhões (português brasileiro) de anos. Possíveis artrópodes têm também sido descritos.
IcnofósseisCom a excepção de galerias verticais muito simples, as únicas galerias de habitação do Ediacarano são horizontais, na ou mesmo abaixo da superfície. Tais galerias implicam a presença de organismos móveis com cabeça, provavelemente com simetria bilateral. Isto poderá colocá-los no clado dos animais bilaterais, apesar de também poderem ter sido escavados por organismos mais simples que se alimentavam à medida que se arrastavam lentamente pelo fundo marinho. Possíveis galerias datando de há pelo menos 1100 Ma poderão ter sido feitas por animais que se alimentavam sob as camadas de tapetes microbianos, que os protegeriam de um oceano quimicamente desagradável, apesar da sua largura inconstante e extremidades afuniladas tornar a sua origem biológica tão difícil de defender, que até o seu proponente original já não acredita na sua autenticidade. As galerias do Ediacarano implicam um comportamento simples e os complexos e eficientes rastos de alimentação comuns a partir do início do Câmbrico estão ausentes. Alguns fósseis ediacaranos, especialmente os discos, sofrem a tentação de ser interpretados como icnofósseis, mas esta hipótese não ganhou aceitação generalizada. Tal como as galerias, alguns icnofósseis foram encontrados em associação directa com outro fóssil ediacarano. Fósseis de Yorgia e Dickinsonia são muitas vezes encontrados no final de longos caminhos de icnofósseis, correspondendo à sua forma; Pensa-se que estes fósseis estão associados a uma alimentação ciliar, mas o método preciso de formação destes fósseis desconexos e sobrepostos mantém-se, na sua maior parte, um mistério. O potencial molusco Kimberella está associado a marcas de arranhões, provavelmente formadas por uma rádula.
O biólogo Mikhail Matz da Universidade do Texas em Austin e seus colegas descobriram recentemente protistas do tamanho de uvas, organismos unicelulares que podem produzir rastos que se assemelham aos de animais multicelulares. Apesar de se moverem de forma lenta, o seu movimento é persistente, sugerindo que alguns dos fósseis do Ediacarano podem ter sido formados por protistas, tornado difícil a distinção entre vida uni- e multicelular no registo fóssil mais antigo.

## Classificação e interpretação
A classificação da Biota Ediacarana é difícil, e existem várias hipóteses em relação ao seu posicionamento na árvore filogenética.

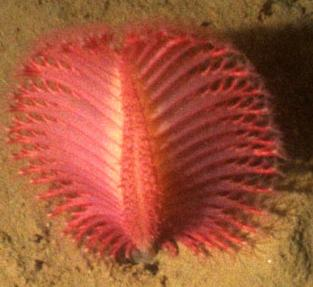
Um coral da ordem Pennatulacea, cnidários modernos com algumas semelhanças a uma Charnia

### Cnidários
Uma vez que os eumetazoários - animais multicelulares com tecidos - mais primitivos são os cnidários, a primeira tentativa de categorizar estes fósseis passou por designá-los como medusas e corais. No entanto, o estudo detalhado dos seus padrões de crescimento colocou de lado esta hipótese.

### "A alvorada da vida animal"
Em 1984, Martin Glaessner propôs no seu livro The dawn of animal life ("A alvorada da vida animal"), que a Biota Ediacarana era reconhecida como antepassados dos filos animais modernos, parecendo, no entanto, estranha a estes pelo facto das características utilizadas para as classificações modernas ainda não terem evoluído. Adolf Seilacher respondeu a esta afirmação sugerindo que o Ediacarano assistiu à usurpação dos animais aos protistas gigantes como a forma de vida dominante.
Em 1986 Mark McMenamin afirmou que estes seres não possuíam um estágio embriónico, por isso não poderiam ser animais. Ele acreditava que tinham evoluído independentemente um sistema nervoso e cérebro, significando que "o caminho em direcção à vida inteligente foi trilhado mais do que uma vez neste planeta", apesar desta ideia não ser fortemente aceite.

### Filo novo
No seu trabalho mais famoso, Seilacher sugere que os organismos ediacaranos representavam um grupo único e extinto de formas relacionadas que descendiam de um ancestral comum (clado), formando um reino denominado Vendozoa, assim chamado devido à actualmente obsoleta denominação de era Vendiana. Mais tarde, excluiu os fósseis identificados como metazoários e renomeou o conjunto como filo Vendobionta.[carece de fontes?]
Descreveu os Vendobionta como cnidários acolchoados, que não possuíam cnidócitos. Esta ausência é contrária ao actual método de alimentação dos cnidários, pelo que Seilacher sugeriu que poderão ter sobrevivido através de simbiose com organismos fotossintéticos ou quimioautotróficos.

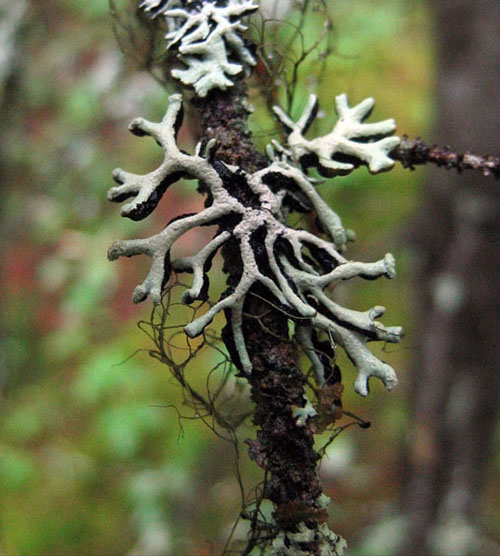
Líquenes com uma estrutura tridimensional podem ser preservados de um modo semelhante a madeira

### Líquenes
A hipótese de Gregory Retallack de que os organismos ediacaranos seriam líquenes não conseguiu granjear muitos adeptos. É sustentado que os fósseis não estavam tão achatados como medusas fossilizadas em condições semelhantes, e que o seu relevo estava mais próximo do de madeira petrificada. Retallack afirma que as paredes quitinosas das colónias de líquenes fornecem resistências à compactação, e ainda que o grande tamanho dos organismos - por vezes com mais de um metro, muito maior que alguma das galerias preservadas - é contrária a uma classificação conjunta com os animais.[carece de fontes?]

### Outra interpretações
Quase todos os filos existentes já foram utilizados em determinada altura para acomodar a Biota Ediacarana, desde as algas, até aos eucariontes unicelulares conhecidos por foraminíferos, passando pelos fungos, bactérias ou colónias microbianas e intermediários hipotéticos entre plantas e animais.

## Origem
Foram precisos quase 4000 milhões de anos desde a formação da Terra para que os fósseis do Ediacarano surgissem pela primeira vez, há 655 Ma. Apesar da identificação de prováveis fósseis com 3460 Ma, a primeira evidência sem margem para dúvidas de vida é encontrada há 2700 Ma, sendo que há 1200 Ma já existiam, certamente células nucleadas.
Poderá não ser necessária qualquer explicação em especial: pura e simplesmente o processo evolutivo necessitou de 4000 Ma para acumular as adaptações necessárias. De facto, parece existir um ligeiro aumento no nível máximo de complexidade observado ao longo deste tempo, com mais e mais formas de vida complexas evoluindo à medida que o tempo avança, com os vestígios de vida semi-complexa antiga, como a Nimbia, encontrada na formação Twitya com 610 Ma, e rochas mais antigas datadas de 770 milhões de anos atrás no Cazaquistão.

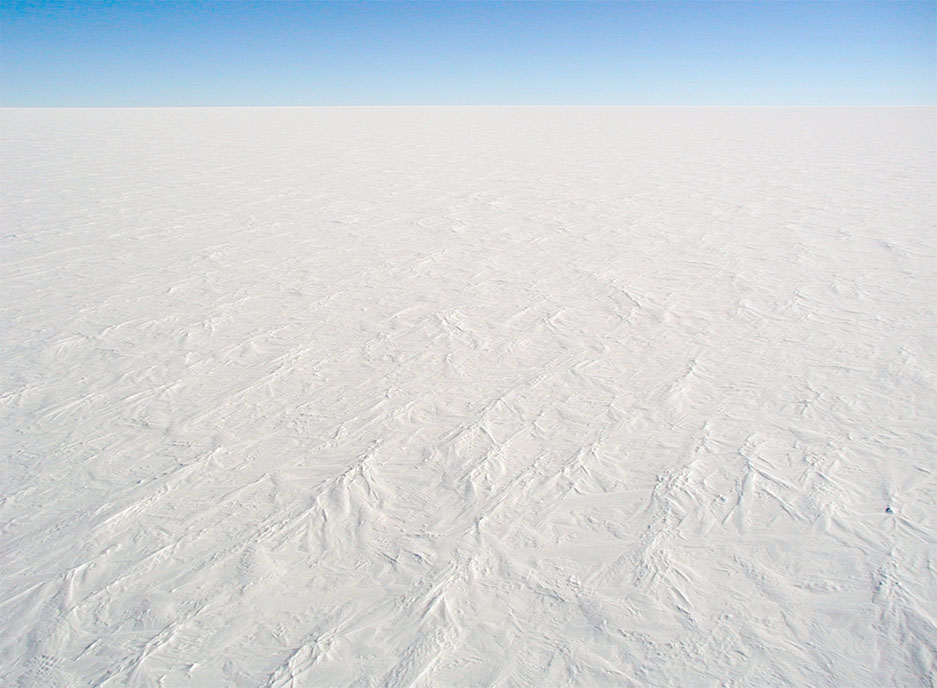
Calotas glaciares globais poderão ter atrasado ou até mesmo impedido o aparecimento de vida multicelular

Na Terra primitiva, os elementos reativos, como o ferro e o urânio, existiam numa forma reduzida que reagiria com qualquer oxigénio livre produzido pelos organismos fotossintéticos. O oxigénio não seria capaz de se acumular na atmosfera até que todo o ferro enferrujasse (produzindo formações ferríferas bandadas) e todos os outros elementos reativos estivessem oxidados. Donald Canfield detetou registos das primeiras quantidades significativas de oxigénio atmosférico pouco antes do aparecimento dos primeiros fósseis ediacaranos– e a presença de oxigénio atmosférico foi logo anunciada como um possível gatilho para a radiação ediacarana. O oxigénio parece ter-se acumulado em dois impulsos; o aparecimento de organismos pequenos e sésseis (estacionários) parece estar correlacionado com um evento de oxigenação precoce, surgindo organismos maiores e móveis por volta do segundo pulso de oxigenação. No entanto, os pressupostos subjacentes à reconstrução da composição atmosférica suscitaram algumas críticas, tendo a anoxia generalizada pouco efeito na vida onde ocorreu no início do Câmbrico e no Cretácico.
Períodos de frio intenso também foram sugeridos como uma barreira à evolução da vida multicelular.
Os primeiros embriões conhecidos, da Formação Doushantuo da China, surgiram apenas um milhão de anos depois de a Terra ter emergido de uma glaciação global, o que sugere a cobertura de gelo e os oceanos frios podem ter impedido o aparecimento de vida multicelular.
Donald Canfield detectou registos das primeiras quantidades significantes de oxigénio atmosférico mesmo antes do aparecimento dos primeiros fósseis ediacaranos, sendo a presença deste em grandes quantidades na atmosfera considerado um possível despoletador da radiação do Ediacarano. O oxigénio parece ter-se acumulado em dois picos; o aparecimento de criaturas pequenas e sésseis (estacionárias) parece correlacionar-se com o primeiro pico, enquanto criaturas maiores e móveis parecem ter surgido aquando do segundo pico. No entanto, as premissas relacionadas com a reconstrução da composição atmosférica têm atraído algum criticismo, devido ao facto da anoxia global (diminuição do oxigénio) ter tido pouco impacto na vida durante alguns eventos ocorridos no início do Câmbrico e no Cretáceo.
Tem também sido sugerido que períodos de intenso frio podem ter constituído uma barreira à evolução de vida multicelular. Os embriões mais antigos conhecidos, provenientes da Formação Doushantuo na China, aparecem apenas alguns milhões de anos após a Terra ter saído de uma glaciação global, sugerindo que a cobertura de gelo e oceanos frios podem ter evitado o surgimento de organismos multicelulares.
No início de 2008, uma equipa analisou um leque de estruturas corporais básicas ("disparidade") de organismos ediacaranos, provenientes de diferentes sítios fosssilíferos: Avalon no Canadá (575 Ma - 565 Ma); Mar Branco na Rússia (560 Ma - 550 Ma); e Nama na Namibia (550 Ma - 542 Ma), imediatamente antes do início do Câmbrico. Descobriram que, apesar da colecção do Mar Branco possuir o maior número de espécies, não existia uma diferença significativa na disparidade entre os três grupos, concluindo-se assim que antes do início do período de tempo correspondente à colecção de Avalon, estes organismos devem ter passado pela sua própria "explosão" evolucionária, semelhante à famosa explosão câmbrica.

## Desaparecimento
A baixa resolução do registo fóssil leva a que o desaparecimento da Biota Ediacarana permaneça envolto em algum mistério. Parece ter ocorrido um desaparecimento relativamente abrupto no final do período Ediacarano, sendo que relatos de organismos ediacaranos durante o período Câmbrico são universalmente aceitas. A causa, bem como a realidade, sobre este desaparecimento está aberta a debate.[carece de fontes?]

### Preservação enviesada
O súbito desaparecimento de fósseis do tipo ediacarano na fronteira com o Câmbrico poderá acontecer devido a pura e simplesmente as condições ambientais terem deixado de favorecer a sua fossilização, tendo os organismos continuado a florescer, apesar de não serem fossilizados. No entanto, se estes fossem comuns, seria esperado que mais exemplares do que um espécime ocasional em conjuntos fossilíferos excepcionalmente bem preservados (Lagerstätte), tais como os sítios Folhelho Burgess e Folhelhos de Maotianshan (a menos que tais sítios fossilíferos representem um ambiente que os organismos ediacaranos nunca habitaram, ou que não possuísse condições favoráveis à sua preservação.[carece de fontes?]

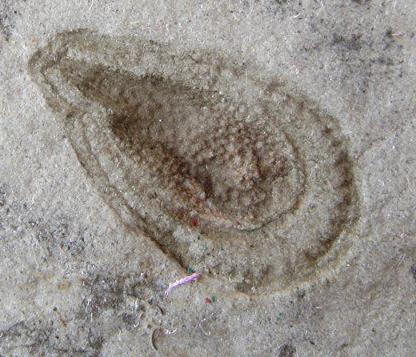
A Kimberella pode ter possuído um estilo de vida predatório ou de pasto

### Predação e herbivoria
É sugerido que por volta do início do Câmbrico, os tapetes microbianos tenham desaparecido em larga escala devido à alimentação por parte de organismos de um nível acima na cadeia alimentar da época. Se estes herbívoros tiverem aparecido pela primeira vez aquando do início do declínio da Biota Ediacarana, isso pode, então, sugerir que esses seres terão levado à destruição do substrato microbiano, levando ao descolamento e destacamento dos organismos fixos neste e à consequente desestabilização do ecossistema, causando a extinção da biota ediacarana.[carece de fontes?]
Alternativamente, novos animais com esqueleto poderão ter-se alimentado directamente dos relativamente indefesos organismos ediacaranos.
No entanto, se a interpretação da ediacarana Kimberella como um possível ser que "pastava" for correcta, isto sugere que a Biota já teria sido exposta, de forma limitada, à predação. Apesar disso existem muito poucas evidências de rastos de alimentação por pastoreio no Ediacarano, o que fornece pouco suporte à teoria da pastagem activa neste período. Além disso, a alvorada do Câmbrico é definida pelo aparecimento global deste tipo de rastos em colecções fósseis, muito diferentes das existentes no Período Ediacarano.[carece de fontes?]

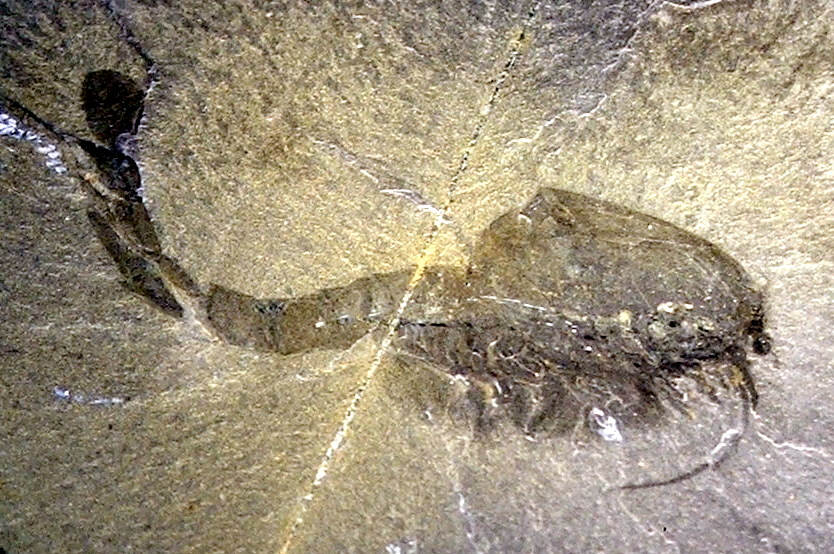
Animais cambrianos como a Waptia podem ter competido, ou se alimentado, de formas de vida ediacaranas

### Competição
É possível que o aumento da competição, devido à evolução de inovações-chave no seio de outros grupos, talvez como uma resposta a predação, tenha afastado a Biota Ediacarana dos seus nichos ecológicos.[carece de fontes?]
No entanto, este argumento não tem explicado com sucesso fenómenos semelhantes. Por exemplo, a "exclusão competitiva" dos braquiópodes pelos moluscos bivalves foi eventualmente o resultado coincidente de duas tendências não relacionadas com a competição entre grupos

### Alterações ambientais
Apesar de ser difícil inferir os efeitos de alterações planetárias nos organismos, comunidades e ecossistemas da época, a verdade é que grandes mudanças ocorreram entre o final do Pré-cambriano e o início do Câmbrico. A fragmentação de supercontinentes, aumentos do nível do mar que levaram à criação de mares costeiros pouco profundos e "convidativos" à vida, uma crise de nutrientes, flutuações na composição atmosférica, incluindo nos níveis de oxigénio e dióxido de carbono, e alterações na química dos oceanos (levando à promoção da biomineralização), poderão ter tomado parte na extinção.

## Assembleias
A biota macroscópica da metade superior do Período Ediacarano, caracterizada por vendobiontes e possíveis animais, pode ser dividida em amplas assembleias, cada uma representando inovações evolutivas importantes. São conhecidos fósseis ediacaranos em vinte e cinco localidades de todo o mundo e numa grande variedade de condições de deposição ("acumulação"), pelo que são geralmente agrupados em três tipos principais (assembleias ou grupos), que recebem o nome das localidades que lhes são comuns. Cada conjunto tende a ocupar a sua própria região de "morfoespaço" e, depois de um impulso inicial de diversificação, não sofreram grandes alterações durante o restante período em que viveram.

### Assembleia Avalon
A assembleia Avalon define-se com relação ao sítio de Mistaken Point, em Terra-Nova e Labrador, no Canadá, o primeiro local onde foi identificado um grande número de fosséis ediacaranos. O agrupamento é facilmente datado a partir das várias camadas finas de cinza, uma excelente fonte de zircão, utilizado no método de datação radiométrica de urânio-chumbo. Estas finas camadas de cinza também preservam detalhes muito delicados. Os membros deste biota particular aparentemente sobreviveram até à extinção de todos os organismos ediacaranos, no início do câmbrico.
Os organismos incluem rangeomorfos das profundidades subaquáticas, como Charnia, que compartilham um ciclo de crescimento fractal. É provável que se tenham conservado in situ (ou seja, que o seu local não se alterou depois de mortos), muito embora esta premissa não possua aceitação universal. Esta associação, apesar de ser menos diferente que a do tipo Ediacara ou Nama, assemelha-se às comunidades carboníferas de alimentação por suspensão, o que pode sugerir a presença de alimentação por filtração, pois segundo a maioria das interpretações os organismos encontravam-se em águas demasiado profundas para que fosse possível a fotossíntese. A baixa diversidade pode reflectir a profundidade em que se encontravam — que limitaria as probabilidades de especiação — ou, por outro lado, o conjunto poderia simplesmente ser demasiado novo para a presença de uma grande biodiversidade. A opinião científica geral está dividida entre estas duas hipóteses.

### Assembleia Ediacara
A assembleia Ediacara deve o seu nome às colinas de Ediacara (Austrália), e consiste em fósseis preservados nos fácies de fozes de rios (feixes prodeltaicos). Costumam encontrar-se em solo gipsífero e no paleossolo formados em depósitos de loess e inundações num árido e fresco paleoclima temperado. A maioria dos fósseis estão preservados como pegadas imprimidas em camadas microbianas, mas alguns estão preservados "dentro de" camadas de grãos de areia.

### Assembleia de Nama
A assembleia de Nama é melhor representada na jazida paleontológica de Nama, na Namíbia. O tipo de fósseis mais comum consiste numa conservação tridimensional, com organismos preservados em leitos arenosos com camadas interiores. Dima Grazhdankin acredita que estas formas representam organismos escavadores, enquanto que Guy Narbonne sustenta a possibilidade de que viviam na superfície. Estas camadas encontram-se no meio de unidades que compreendem arenitos, limolitos e xistos, além de capas microbianas que, quando presentes, costumam conter fósseis. O ambiente é interpretado como bancos de areia formados na boca dos defluentes de um delta fluvial.

### Importância das assembleias
Na região do mar Branco, na Rússia, foram encontrados os três tipos de assembleias em lugares muito próximos. Este facto, somado ao considerável solapamento no tempo dos organismos, faz com que seja improvável que representem estádios evolutivos ou comunidades distintas no tempo. Dado que se encontram por todo o mundo — em todos os continentes excepto na Antártida — os limites geográficos não parecem ter influência; encontram-se os mesmos fósseis a todas as paleolatitudes (a latitude em que se formou o fóssil, tendo em conta a deriva continental) e em diferentes bacias sedimentares.
O mais provável é que as três assembleias representem organismos adaptados para sobreviver em ambientes diferentes, e que qualquer padrão aparente em diversidade ou em idade não seja mais que uma impressão causada pelos poucos exemplares descobertos, pois as assembleias fossilíferas ediacaranas são muito escassas. Como os organismos ediacaranos representam um estádio primitivo na história da vida pluricelular, não é de admirar que não estejam representados todos os diferentes modos de vida. Calculou-se que, dos noventa e dois modos de vida potencialmente possíveis (combinações do modo de alimentação, posição na cadeia trófica, mobilidade...), apenas uma dúzia estavam preenchidos em finais do ediacarano. Na assembleia de Avalon só se encontram quatro. A falta de predadores a grande escala e a escavação vertical são provavelmente os factores mais importantes que limitavam a diversidade ecológica; o aparecimento destas durante o período cambriano inferior permitiu que o número de modos de vida preenchidos aumentara para trinta.

## Leitura complementar
- Mark McMenamin (1998). The Garden of Ediacara: Discovering the First Complex Life (em inglês). Nova Iorque: Columbia University Press. pp. 368pp. ISBN 978-0-231-10558-3. OCLC 3758852 Uma descrição científica conhecida desses fósseis, com um foco particular nos fósseis namibianos.
- Derek Briggs; Peter Crowther, eds. (2001). Palæobiology II: A synthesis (em inglês). Malden, MA: Blackwell Science. pp. Chapter 1. ISBN 978-0-632-05147-2. OCLC 43945263 Excelente leitura adicional para os interessados - inclui muitos capítulos interessantes com tema macroevolutivo.